# Silvino Bracho
Silvino Bracho Saavedra (nacido en Maracaibo, Zulia, el 17 de julio de 1992) es un lanzador de béisbol profesional, que juega para los Arizona Diamondbacks de las Grandes Ligas (MLB) y en la Liga Venezolana de Béisbol Profesional (LVBP) pertenece a las Águilas del Zulia.

## Carrera
El 9 de agosto de 2011, Diamondbacks de Arizona firmaron a Silvino Bracho para un contrato de ligas menores. El 11 de octubre de 2011, Silvino Bracho fue asignado a las Águilas del Zulia de la Liga Venezolana de Béisbol Profesional.

### 2012
El 1 de junio de 2012, Los Diamondbacks de Arizona asignan a Silvino Bracho a los DSL Diamondbacks de la Dominican Summer League de la clase Rookie. Participando con el equipo desde el 5 de junio hasta el 23 de agosto de 2012, se fue de 3 ganados y 0 perdidos con una efectividad de 0.32 en 22 juegos, salvando 8 juegos, ponchó a 30 bateadores en 28 inning, permitió 20 hit, 2 carreras, 0 jonrón y 1 base por bolas.

### 2013
El 30 de mayo de 2013, Silvino Bracho fue asignado a Missoula Osprey de la Pioneer League de la clase Rookie. Participando con el equipo desde el 22 de junio hasta el 7 de septiembre de 2013, se fue de 0 ganados y 2 perdidos con una efectividad de 2.05 en 24 juegos, salvando 11 juegos, ponchó a 38 bateadores en 26 inning y 1/3, permitió 23 hit, 6 carreras, 2 jonrones y 3 base por bolas.
El 19 de octubre de 2013 hace su debut en Liga Venezolana de Béisbol Profesional con Las Águilas del Zulia.

### 2014
El 25 de abril de 2014, Silvino Bracho es asignado a South Bend Silver Hawks.
El 9 de octubre de 2014, Participa de nuevo con Águilas del Zulia.

### 2015
El 24 de marzo de 2015, Silvino Bracho fue asignado a los Diamondbacks de Arizona.
El 6 de abril de 2015, fue asignado a Visalia Rawhide de la California League de Clase A Avanzada (Fuerte). El 29 de abril de 2015, Visalia Rawhide coloca Bracho en la lista de lesionados de 7 días.
El 6 de mayo de 2015, fue asignado a Mobile BayBears de la Southern League de la clase Doble A.
Bracho fue llamado a las Grandes Ligas por Arizona Diamondbacks, hace su aparición por primera vez el 30 de agosto de 2015. Silvino Bracho se convirtió en el venezolano 340 en MLB.
El 27 de septiembre de 2015, Bracho participa de nuevo con las Águilas del Zulia.

### 2016
El 4 de abril de 2016, con Arizona Diamondbacks. El 5 de abril de 2016, Arizona Diamondbacks fue asignado a Reno Aces de la Pacific Coast League de la clase Triple A.
El 18 de noviembre de 2016, Silvino Bracho fue participa de nuevo con Las Águilas del Zulia.

### 2017
En enero de 2017 Silvino Bracho obtiene su primer campeonato con las Águilas del Zulia al derrotar a Cardenales de Lara en el estadio Luis Aparicio "El Grande" de Maracaibo.